# Namwon
Namwon (del coreano: 남원), oficialmente Ciudad de Namwon (en coreano: 남원시, Namwon-si), es una ciudad en la provincia de Jeolla del Norte al sureste de la república de Corea del Sur. Está ubicada al sur de Seúl a unos 250 km(3.5 h por bus) y a 50 km al sureste de Jeonju (40 min por bus). Su área es de 752.06 km² y su población total es de 88.500 (2009).
Conocida también como "la ciudad del amor", debido a una historia famosa de amor de Corea llamada Chunhyang y que tiene un santuario dedicado a esta obra.

## Administración
La ciudad de Gimje se divide en 9 distritos (dong),15 municipios (myeon) y 1 villa (eup).

## Historia
Namwon fue fundada en el 685 durante el mandato del rey Sinmun de Silla. El condado de Namwon fue fundado el 1 de abril de 1895.
La ciudad estuvo bajo ataque en las Invasiones japonesas a Corea (1592-1598) donde se mantenían personal del ejército y civiles, al final los japoneses entraron a la ciudad matándolos a todos.

## Símbolos
- El ave: la Hirundinidae.
- El árbol: el Lagerstroemia.
- La flor: los azales.

## Geografía
La ciudad de Namwon se encuentra en una cuenca rodeada por las montañas Sobaek al este cuyas superan los 1000 m de alto y las cadenas montañosas Buheung al oeste con el río Yocheon que fluye a través la ciudad.

## Clima
La temperatura media anual es de 12C siendo enero con -1C y agosto con 25C. Debido a las montañas el clima de la ciudad es variable. Los vientos en Namwon suelen ser débiles y soplan de norte a oeste en el invierno y de sur a oeste en el verano.Sin embargo, las temperaturas a veces (brevemente) caen por debajo de -10C en enero. Las temperaturas en julio a menudo puede llegar a 33C. Las temperaturas en primavera (abril y mayo) y otoño (septiembre y octubre) a menudo son de 20C y con baja humedad.
| Parámetros climáticos promedio de Namwon (1981−2010) | Parámetros climáticos promedio de Namwon (1981−2010) | Parámetros climáticos promedio de Namwon (1981−2010) | Parámetros climáticos promedio de Namwon (1981−2010) | Parámetros climáticos promedio de Namwon (1981−2010) | Parámetros climáticos promedio de Namwon (1981−2010) | Parámetros climáticos promedio de Namwon (1981−2010) | Parámetros climáticos promedio de Namwon (1981−2010) | Parámetros climáticos promedio de Namwon (1981−2010) | Parámetros climáticos promedio de Namwon (1981−2010) | Parámetros climáticos promedio de Namwon (1981−2010) | Parámetros climáticos promedio de Namwon (1981−2010) | Parámetros climáticos promedio de Namwon (1981−2010) | Parámetros climáticos promedio de Namwon (1981−2010) |
| Mes                                                  | Ene.                                                 | Feb.                                                 | Mar.                                                 | Abr.                                                 | May.                                                 | Jun.                                                 | Jul.                                                 | Ago.                                                 | Sep.                                                 | Oct.                                                 | Nov.                                                 | Dic.                                                 | Anual                                                |
| ---------------------------------------------------- | ---------------------------------------------------- | ---------------------------------------------------- | ---------------------------------------------------- | ---------------------------------------------------- | ---------------------------------------------------- | ---------------------------------------------------- | ---------------------------------------------------- | ---------------------------------------------------- | ---------------------------------------------------- | ---------------------------------------------------- | ---------------------------------------------------- | ---------------------------------------------------- | ---------------------------------------------------- |
| Temp. máx. media (°C)                                | 5.0                                                  | 8.2                                                  | 13.2                                                 | 19.9                                                 | 24.6                                                 | 27.9                                                 | 29.9                                                 | 30.6                                                 | 27.3                                                 | 21.9                                                 | 14.5                                                 | 7.4                                                  | 19.2                                                 |
| Temp. media (°C)                                     | −1.4                                                 | 1.0                                                  | 5.6                                                  | 11.9                                                 | 17.4                                                 | 22.0                                                 | 25.0                                                 | 25.2                                                 | 20.6                                                 | 13.4                                                 | 6.5                                                  | 0.4                                                  | 12.3                                                 |
| Temp. mín. media (°C)                                | −6.8                                                 | −5.2                                                 | −1.3                                                 | 4.0                                                  | 10.4                                                 | 16.7                                                 | 21.1                                                 | 21.1                                                 | 15.2                                                 | 6.6                                                  | 0.2                                                  | −5.2                                                 | 6.4                                                  |
| Precipitación total (mm)                             | 31.2                                                 | 41.0                                                 | 52.5                                                 | 71.5                                                 | 111.0                                                | 176.7                                                | 298.9                                                | 346.1                                                | 137.0                                                | 46.3                                                 | 42.8                                                 | 25.4                                                 | 1380.4                                               |
| Días de precipitaciones (≥ 0.1 mm)                   | 8.4                                                  | 7.1                                                  | 8.3                                                  | 7.7                                                  | 8.9                                                  | 9.8                                                  | 14.9                                                 | 15.5                                                 | 8.4                                                  | 5.9                                                  | 7.1                                                  | 7.3                                                  | 109.3                                                |
| Horas de sol                                         | 157.5                                                | 175.0                                                | 203.0                                                | 222.1                                                | 223.5                                                | 182.9                                                | 159.0                                                | 176.4                                                | 181.2                                                | 197.6                                                | 162.7                                                | 156.0                                                | 2199.3                                               |
| Humedad relativa (%)                                 | 71.9                                                 | 67.5                                                 | 64.8                                                 | 62.1                                                 | 66.6                                                 | 72.5                                                 | 79.1                                                 | 78.8                                                 | 75.6                                                 | 73.9                                                 | 73.4                                                 | 74.2                                                 | 71.7                                                 |
| Fuente: Korea Meteorological Administration          |                                                      |                                                      |                                                      |                                                      |                                                      |                                                      |                                                      |                                                      |                                                      |                                                      |                                                      |                                                      |                                                      |

## Ciudades hermanas
- Distrito Seocho, Seúl.
- Yancheng.
- Lompoc.

## Galería

Namwon Countryside Scenery
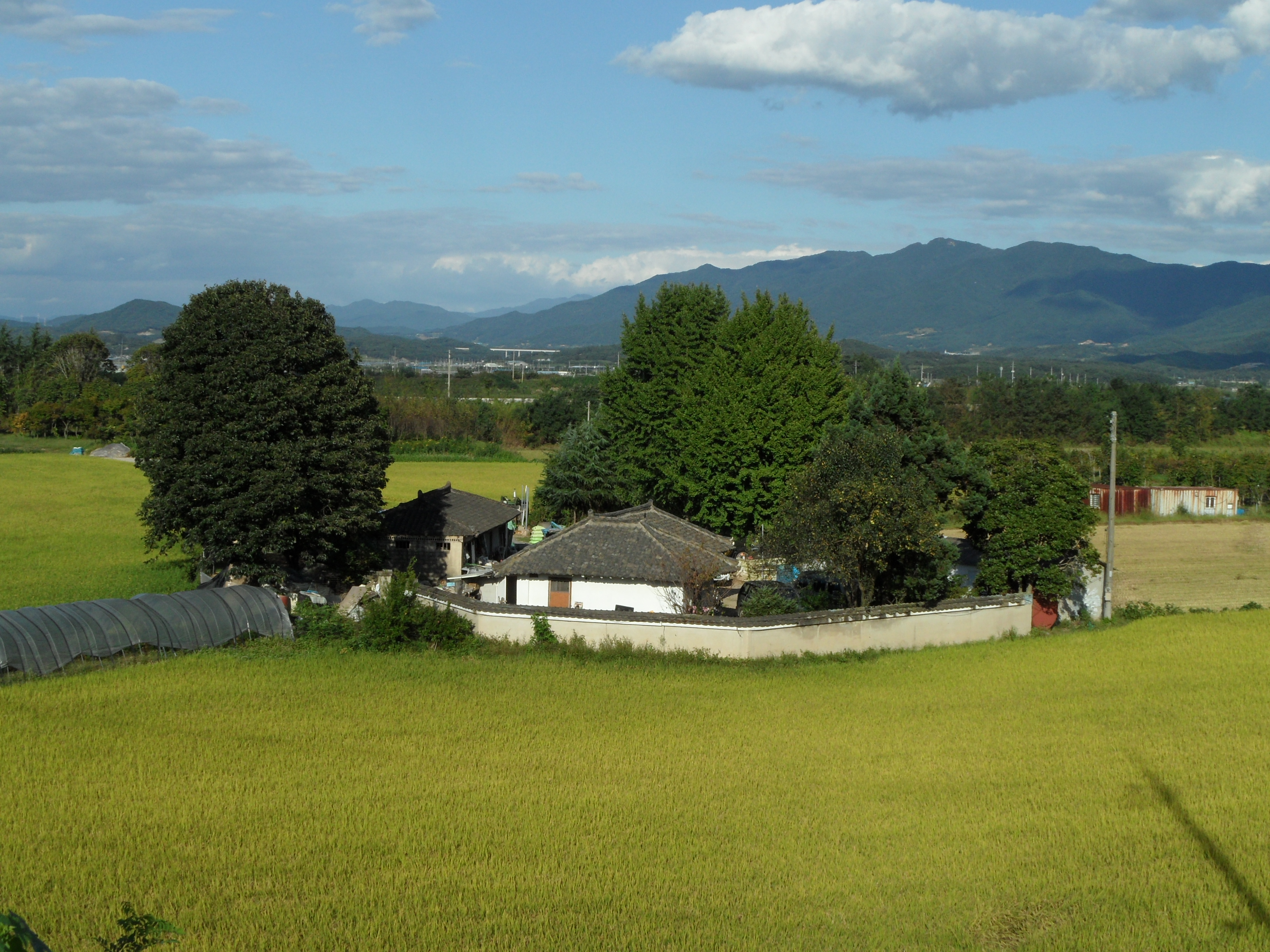
Namwon Countryside - Keumji Myeon - 2010(1)
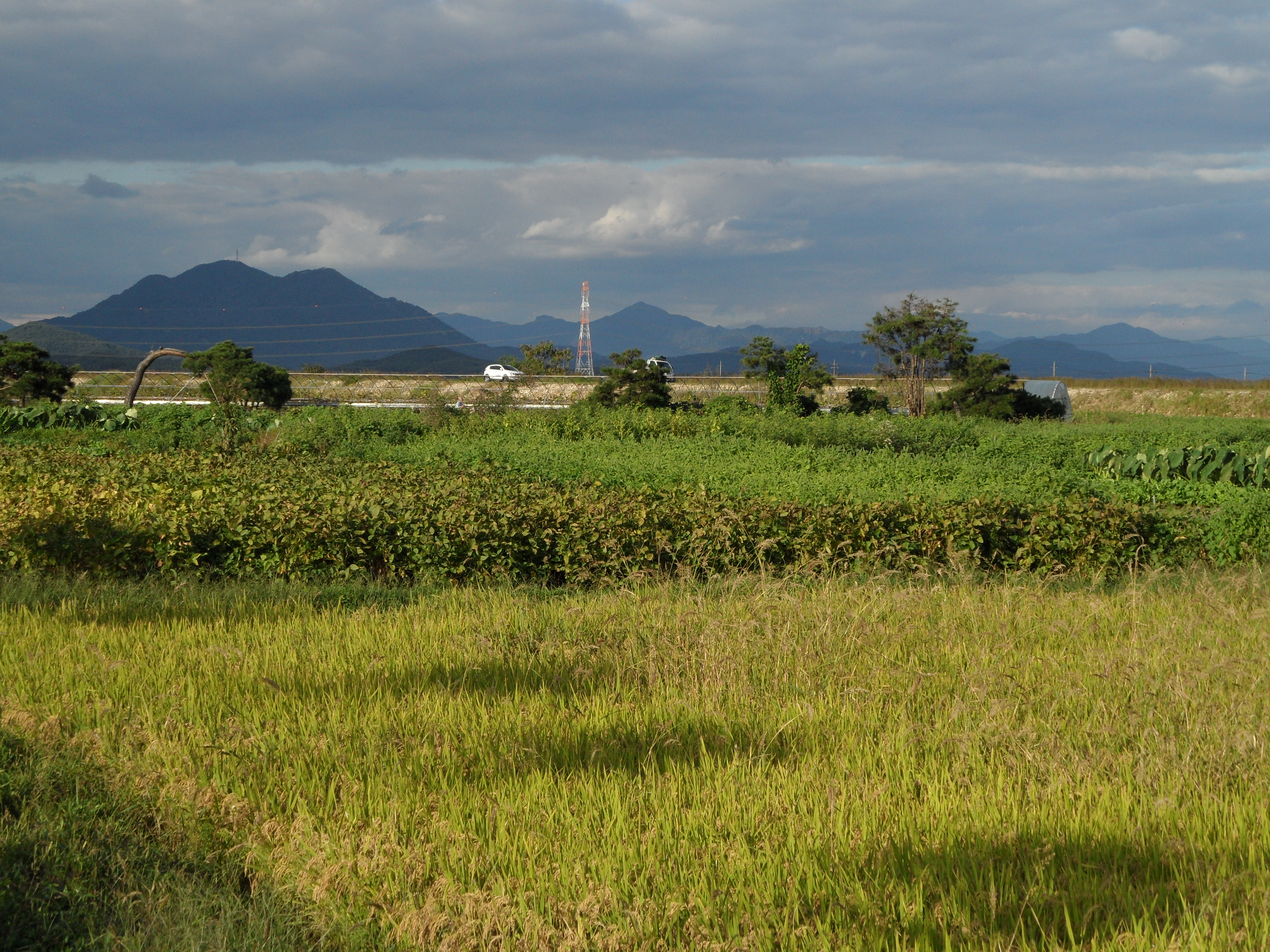
Namwon Countryside - Keumji Myeon - 2010(2)
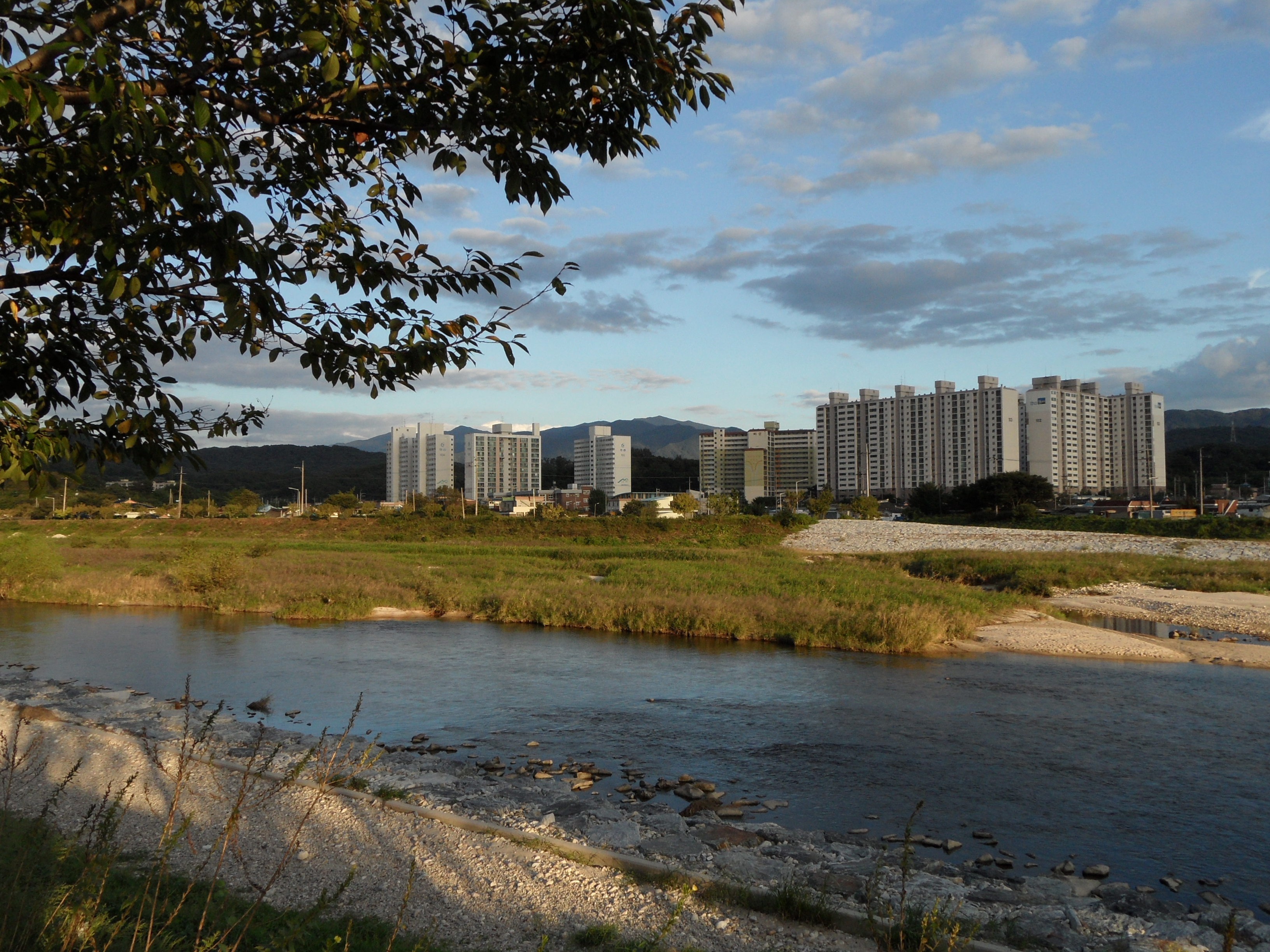
Namwon Countryside - Keumji Myeon - 2010(3)
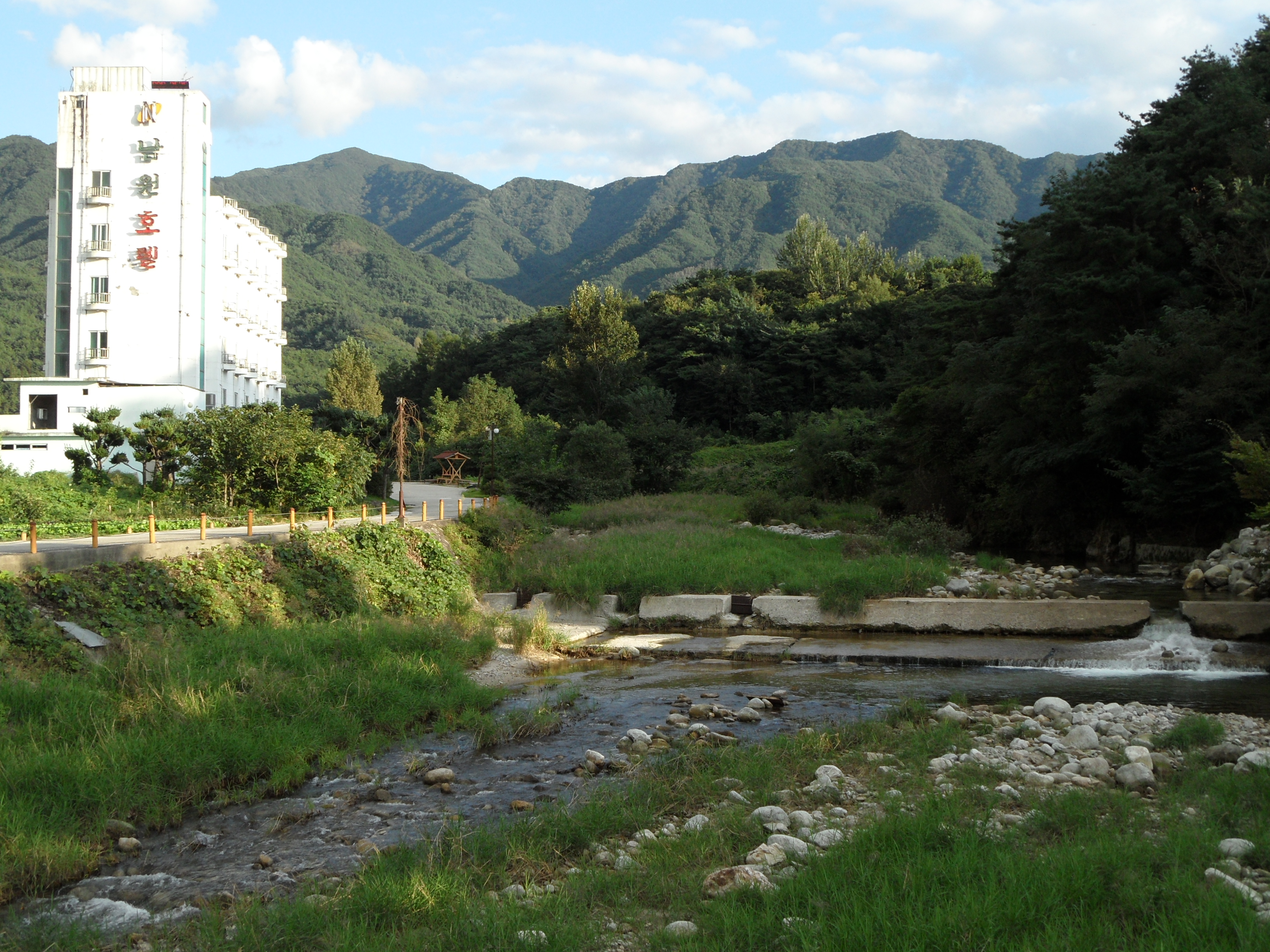
Namwon Countryside - Jucheon Myeon - 2010(1)
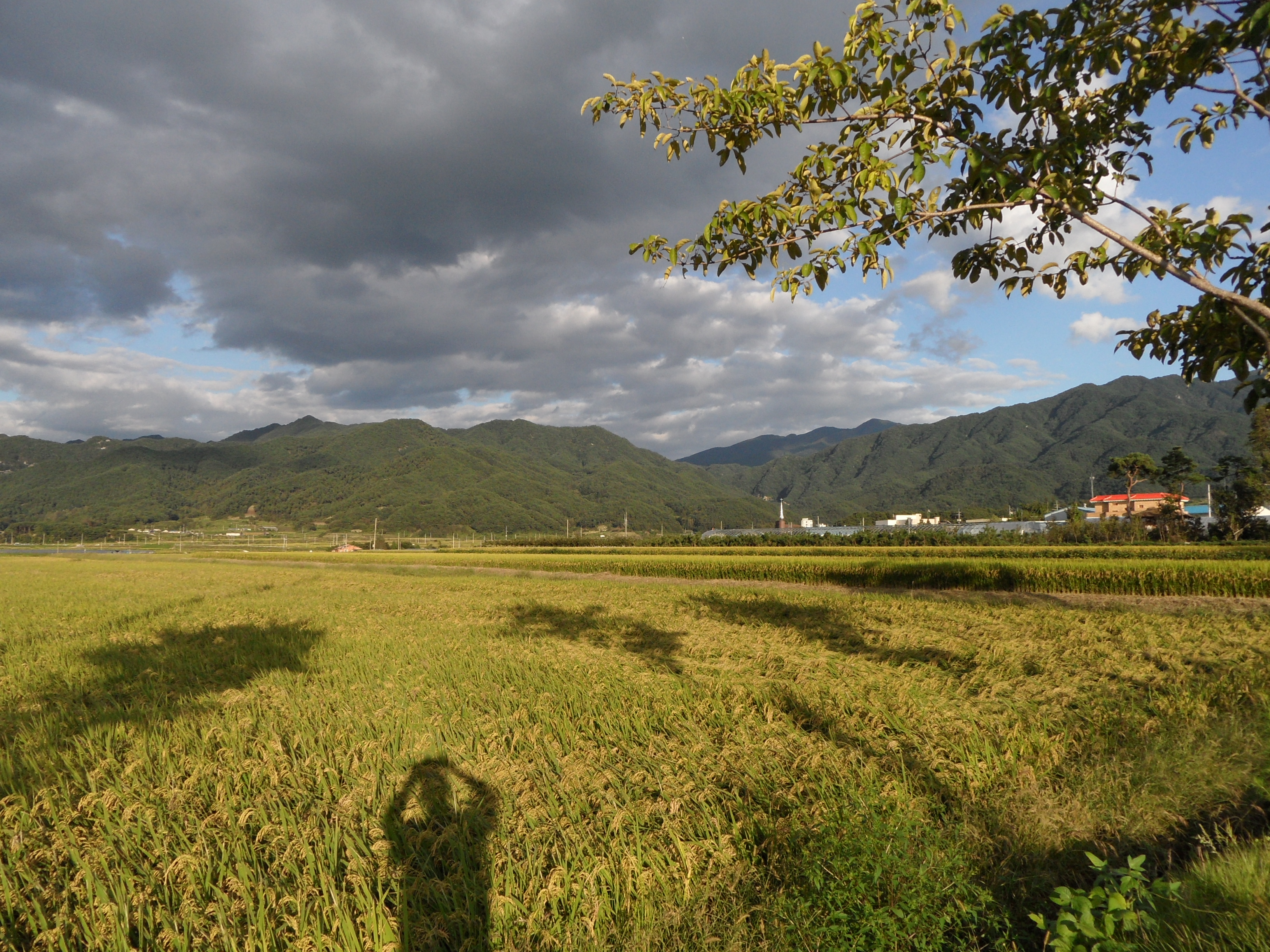
Namwon Countryside - Jucheon Myeon - 2010(2)
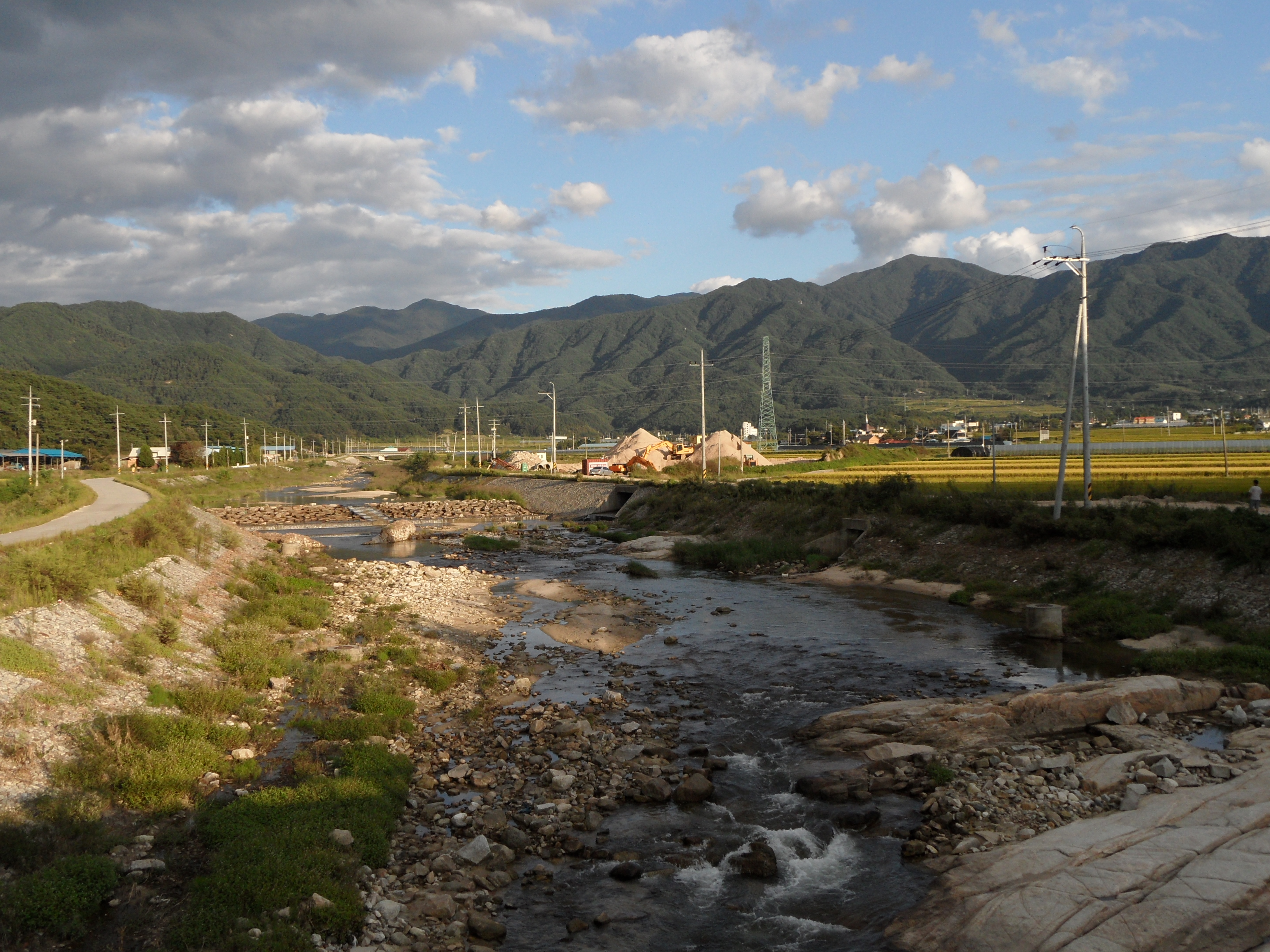
Namwon Countryside - Jucheon Myeon - 2010(3)
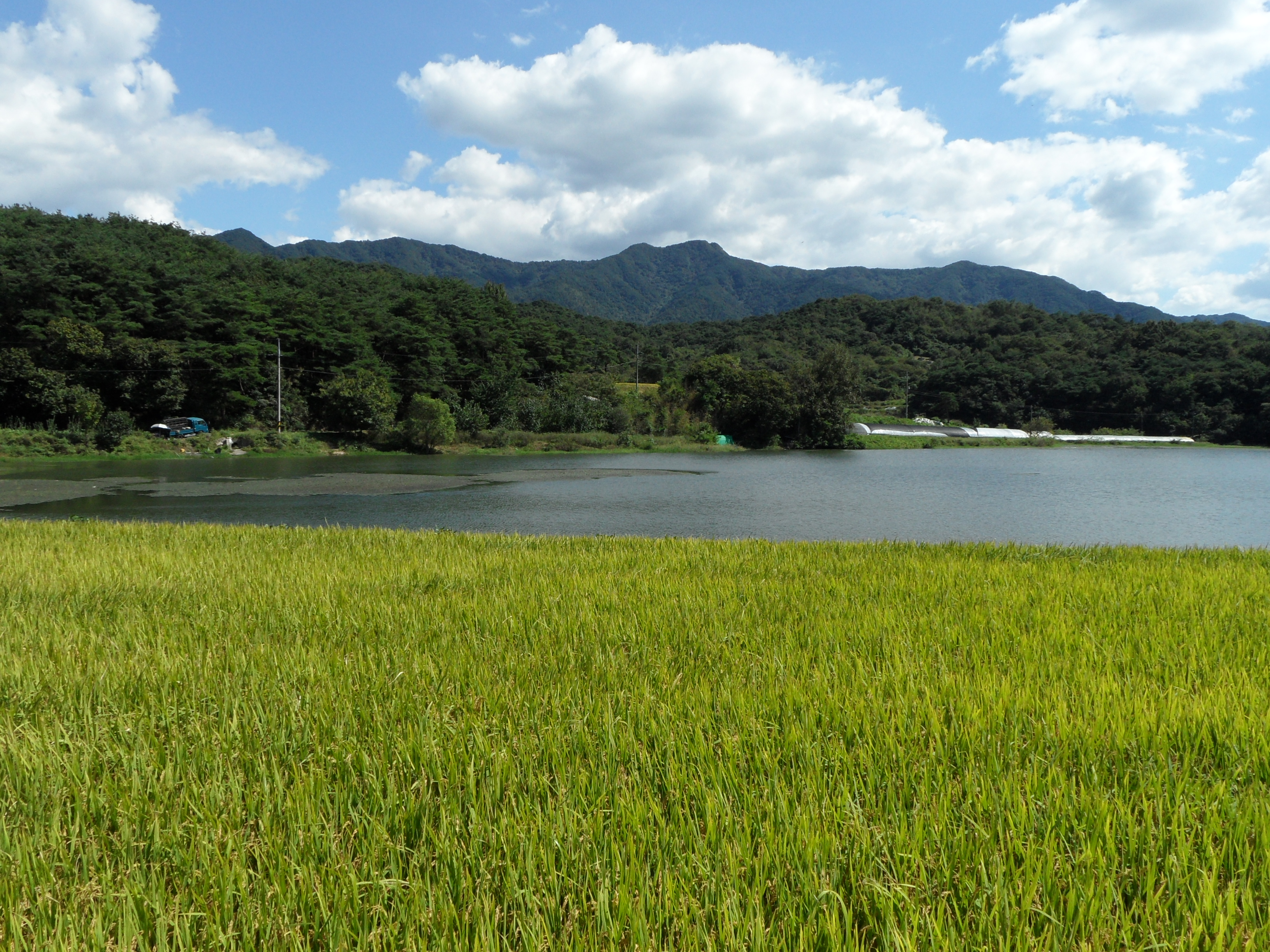
Namwon Countryside - Suji Myeon - 2010(1)
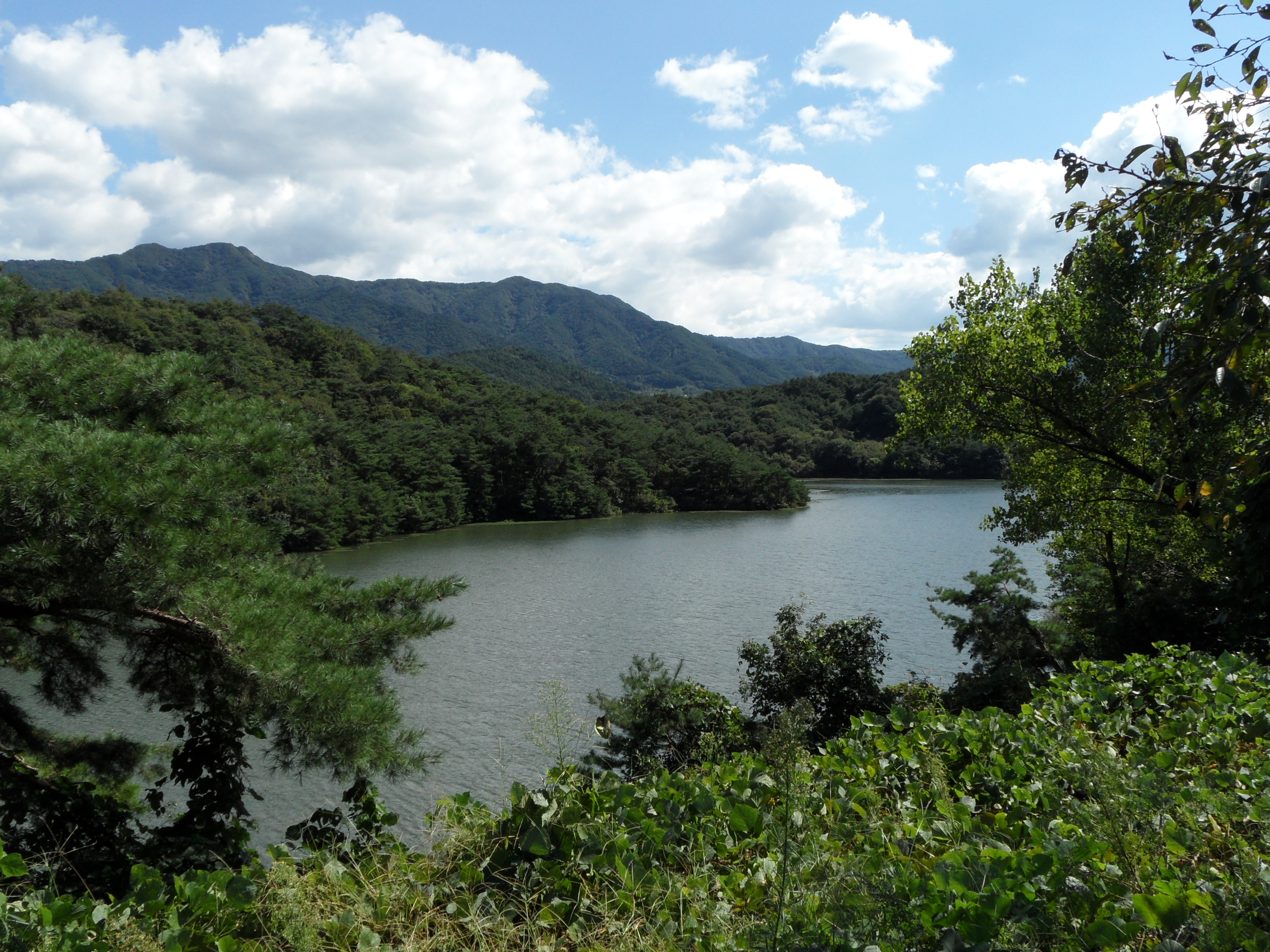
Namwon Countryside - Suji Myeon - 2010(2)
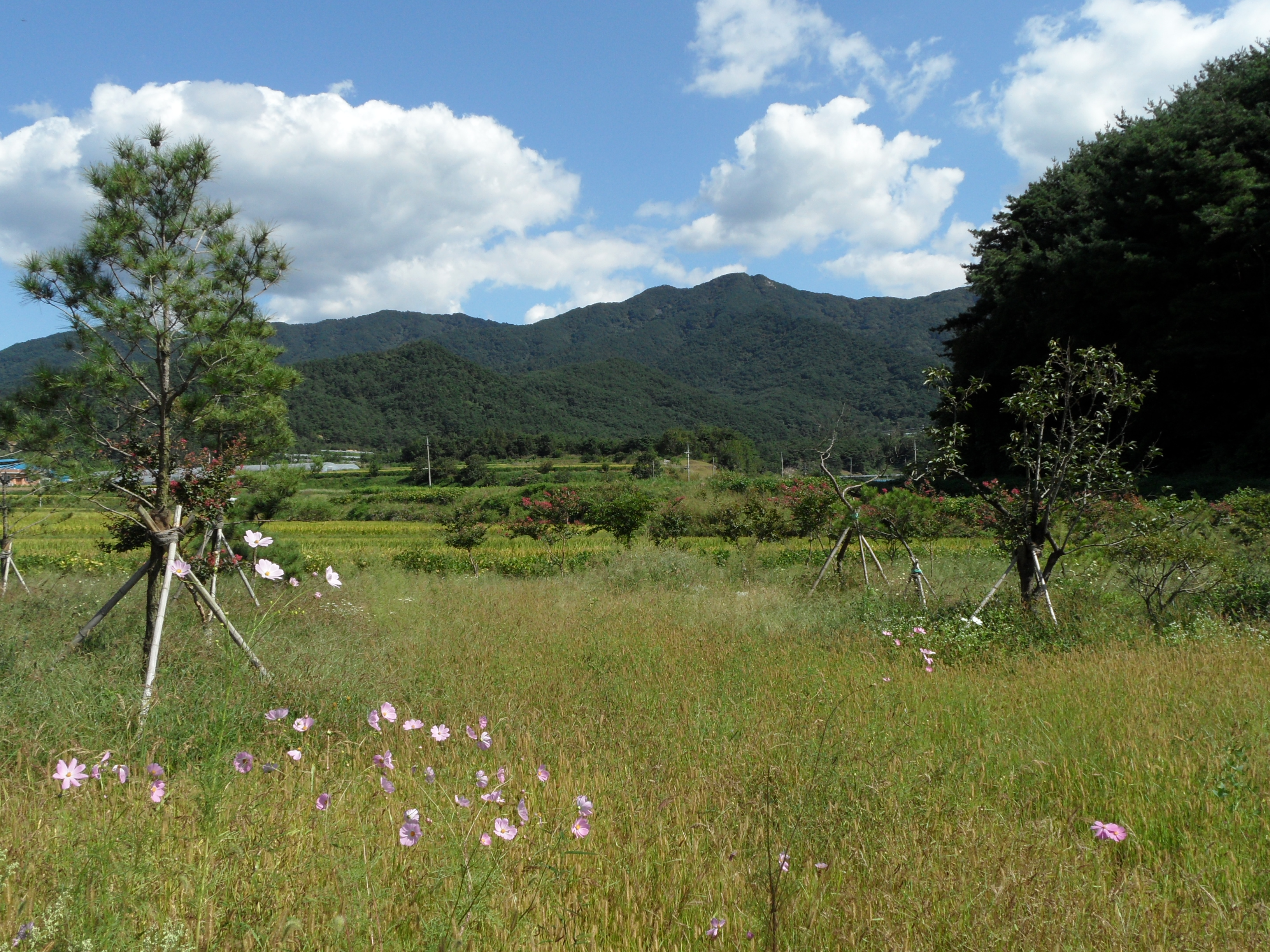
Namwon Countryside - Suji Myeon - 2010(3)
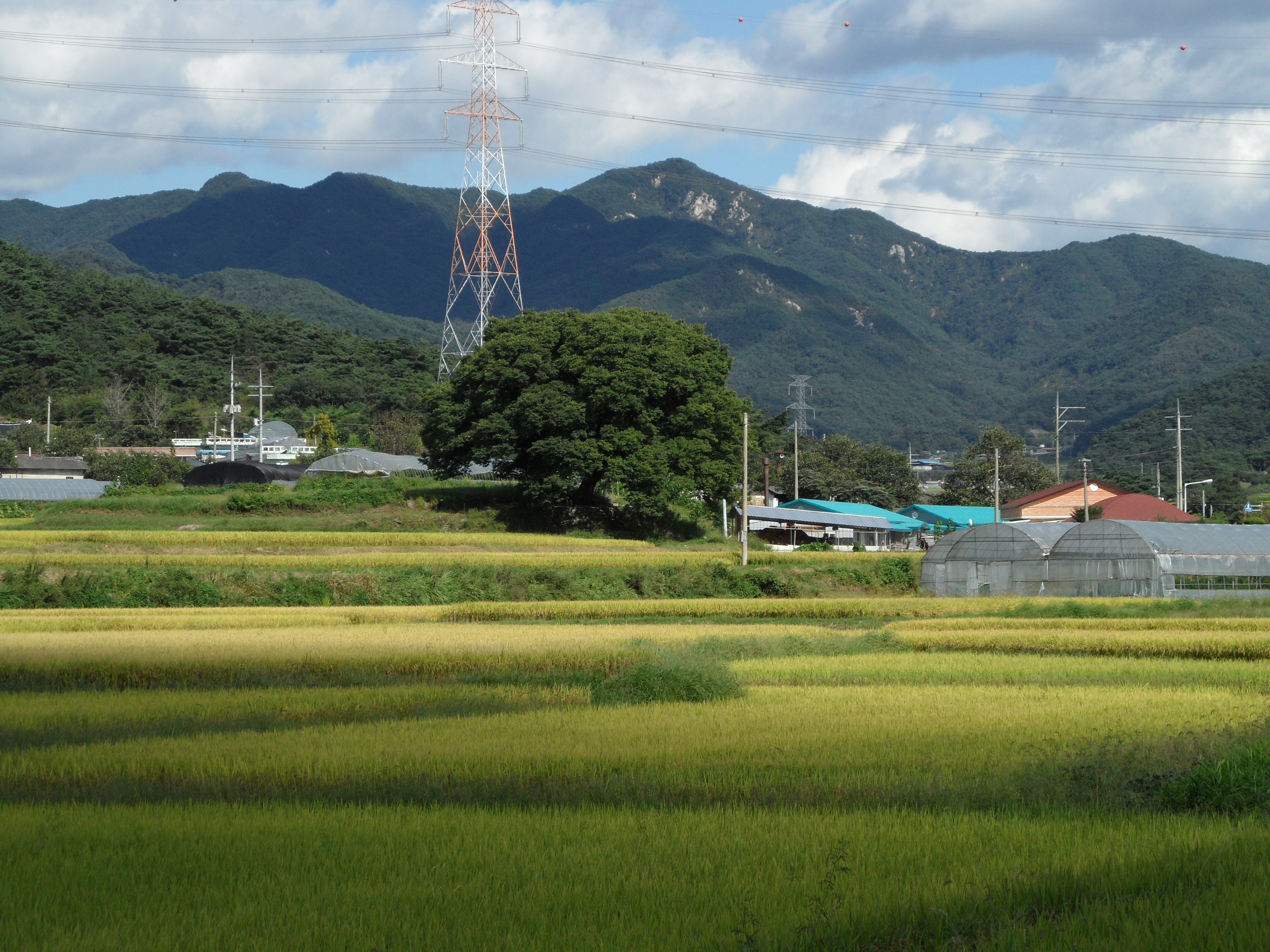
Namwon Countryside - Ibeak Myeon - 2010(1)
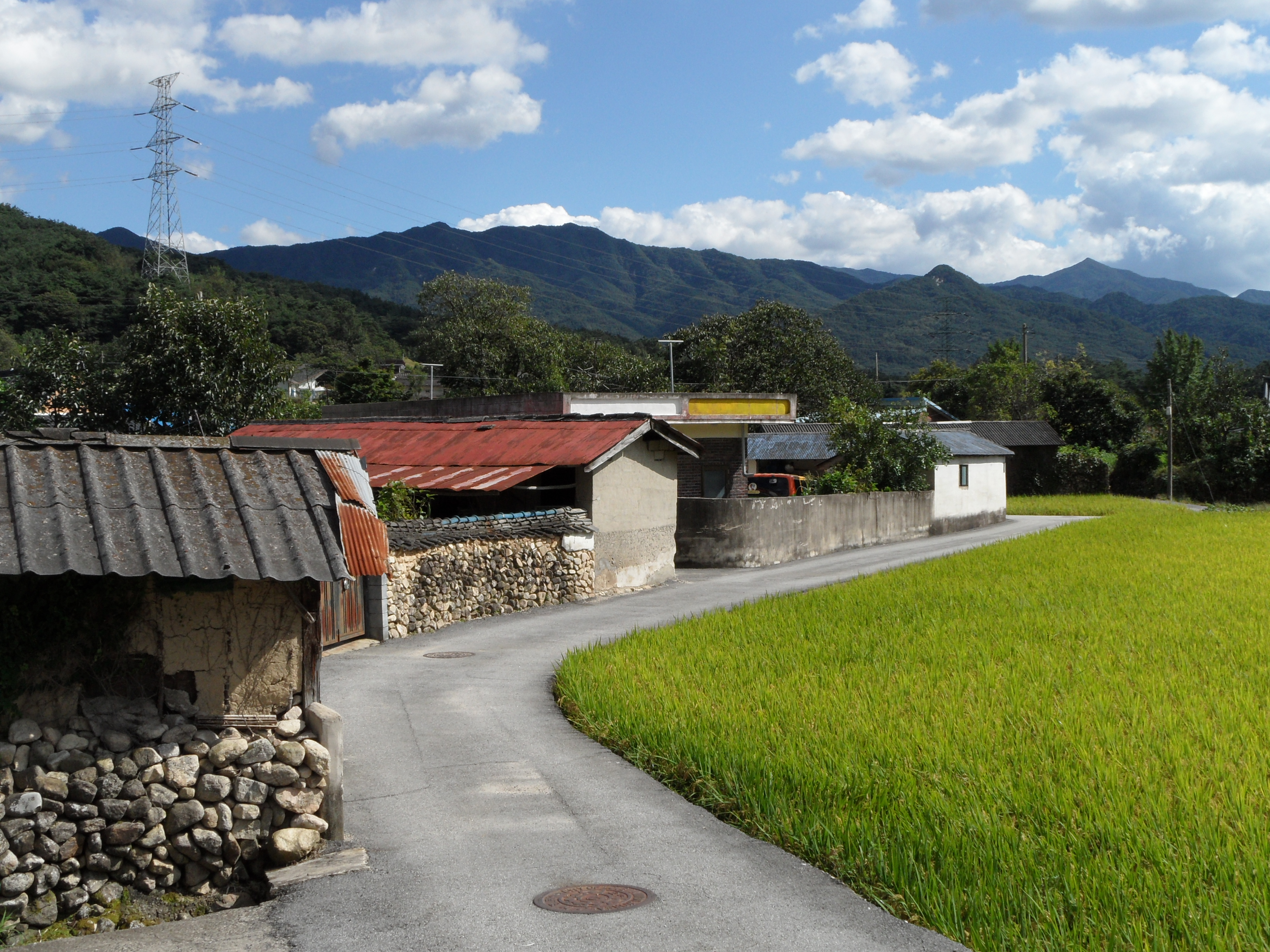
Namwon Countryside - Ibeak Myeon - 2010(2)
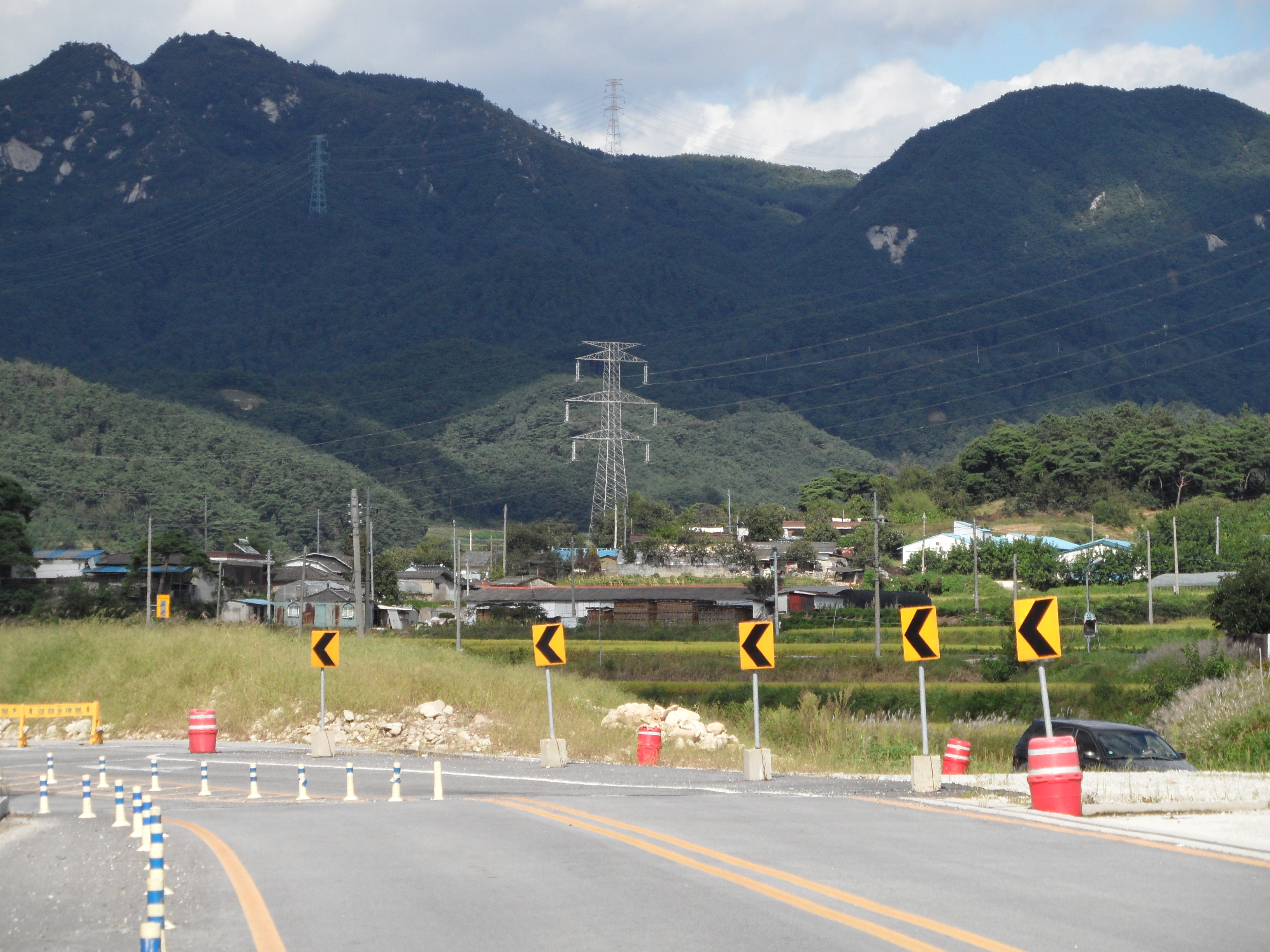
Namwon Countryside - Ibeak Myeon - 2010(3)
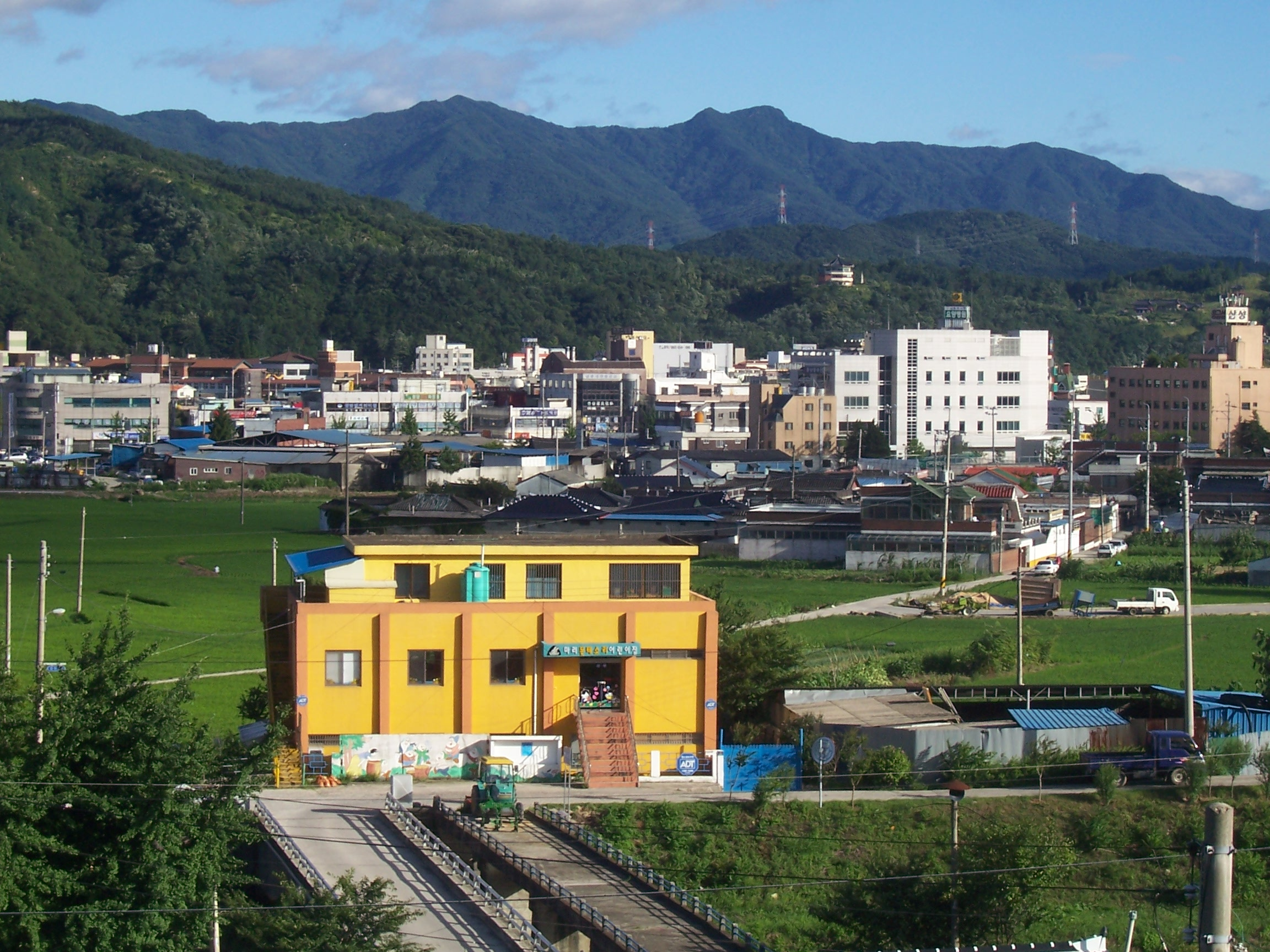
Namwon on a clear summer day - July, 2007.
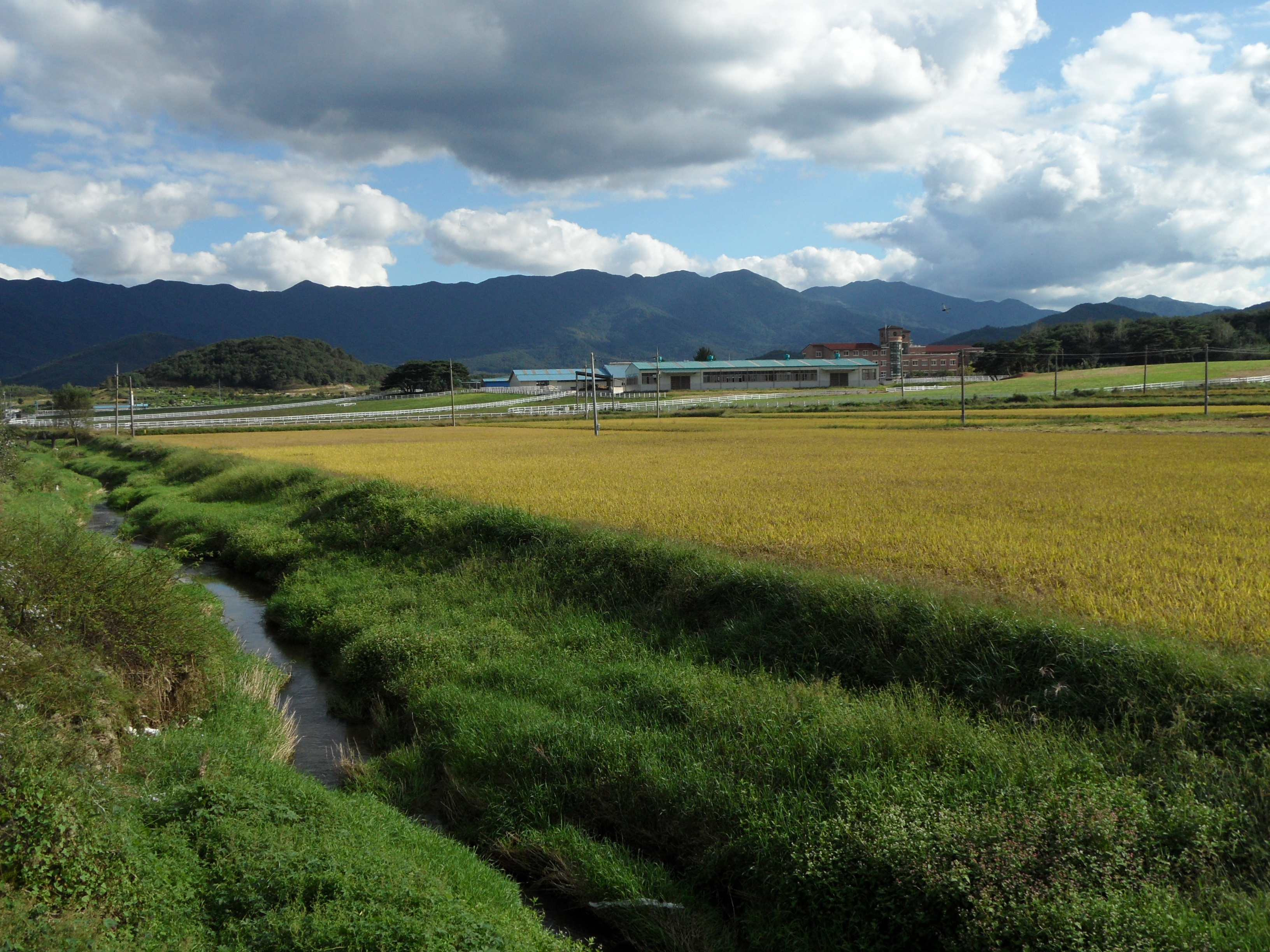
Namwon Countryside - Unbong Myeon - 2010(1)
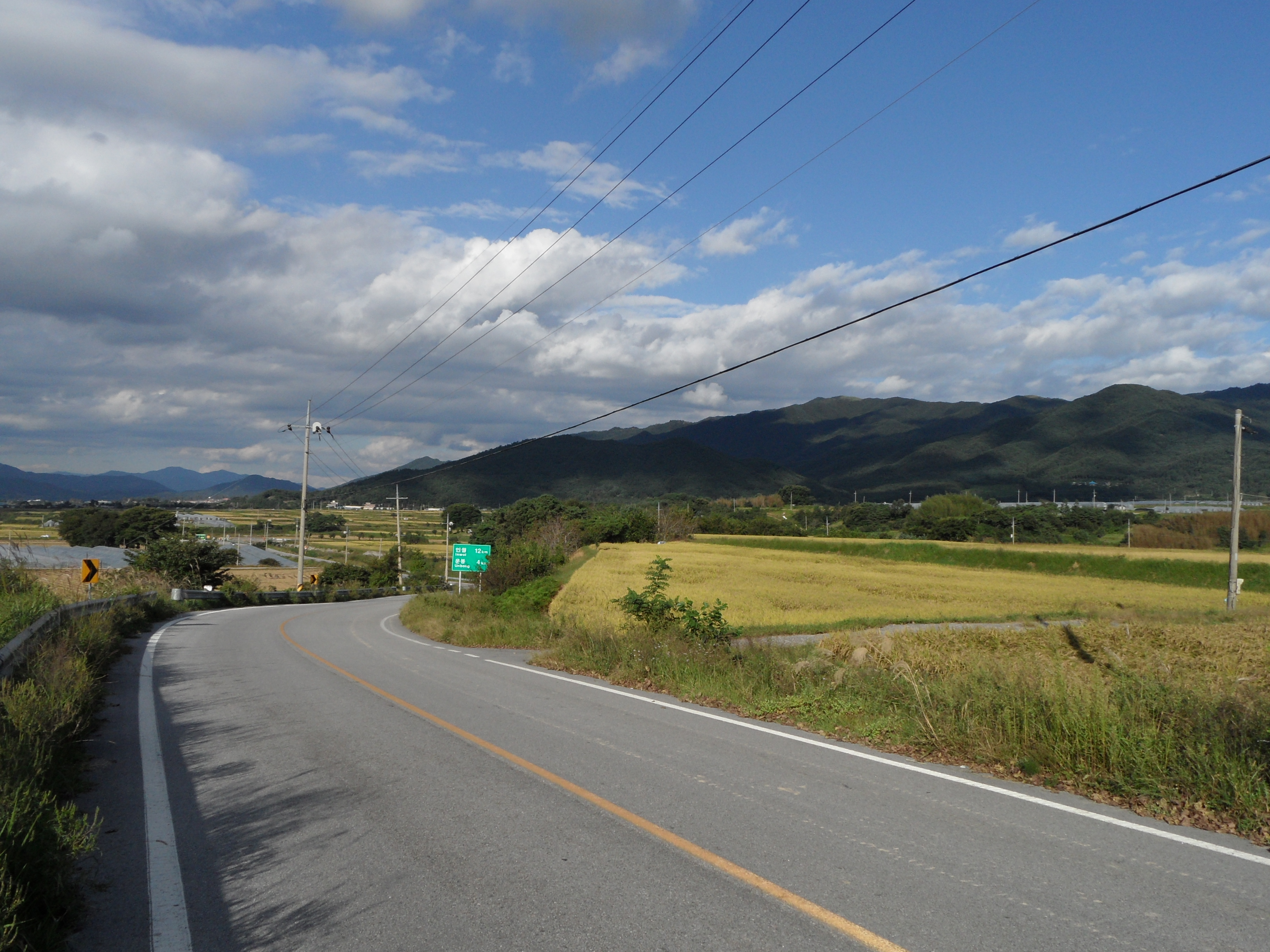
Namwon Countryside - Unbong Myeon - 2010(2)
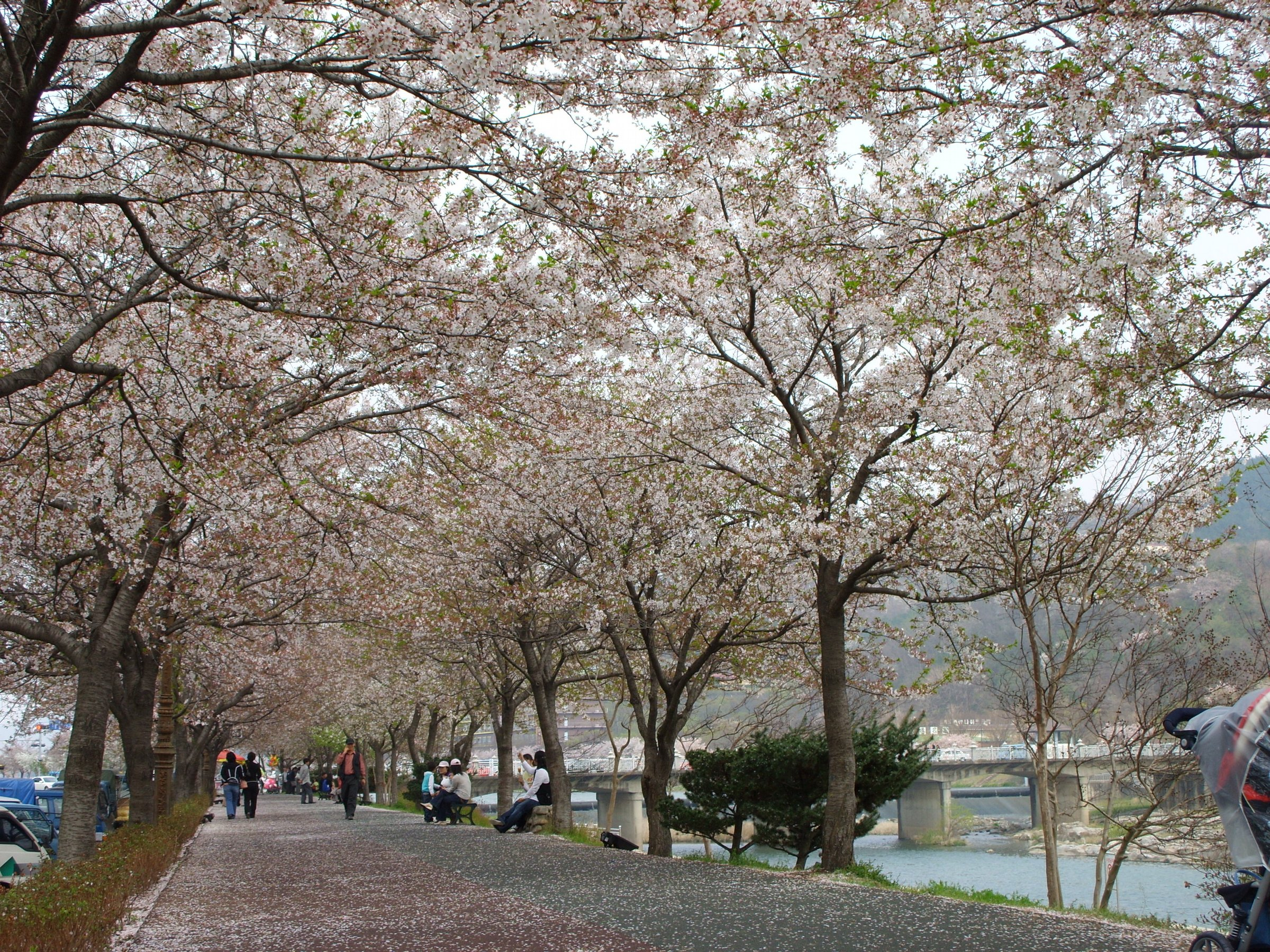
Yocheon River in spring (2008) - I
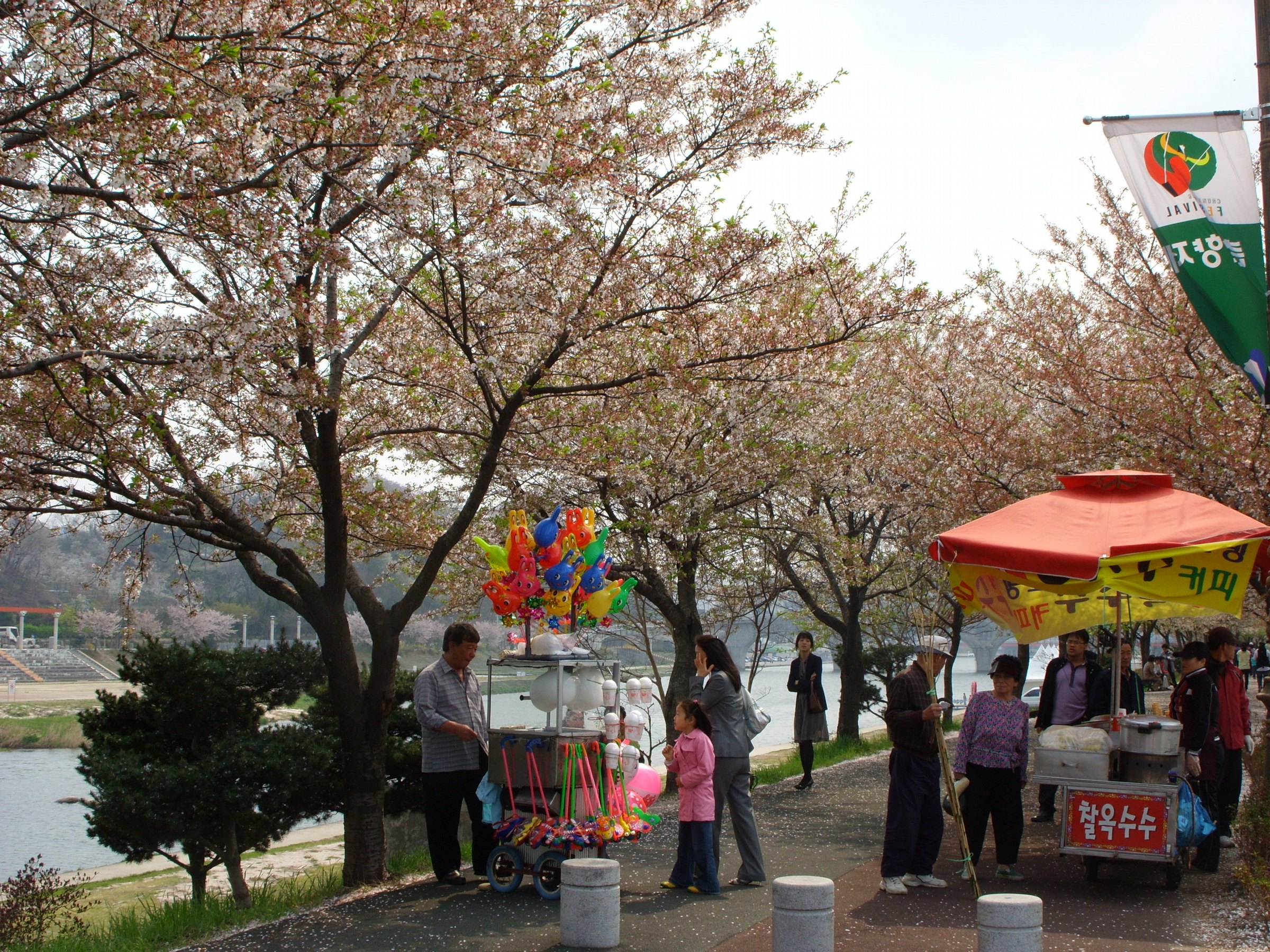
Yocheon River in spring (2008) - II
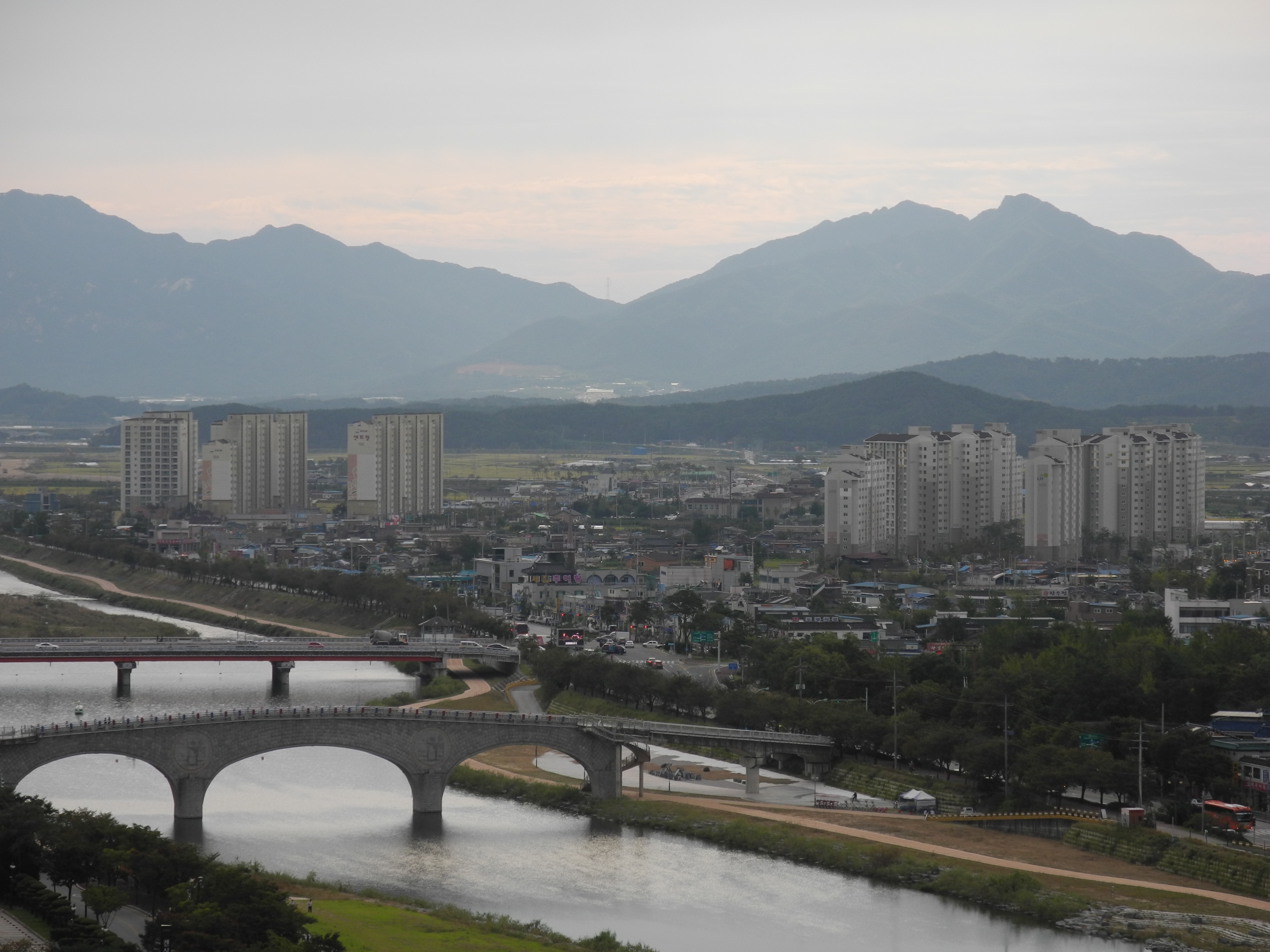
Namwon view from agibong mountain - 2012.